# 파차마마

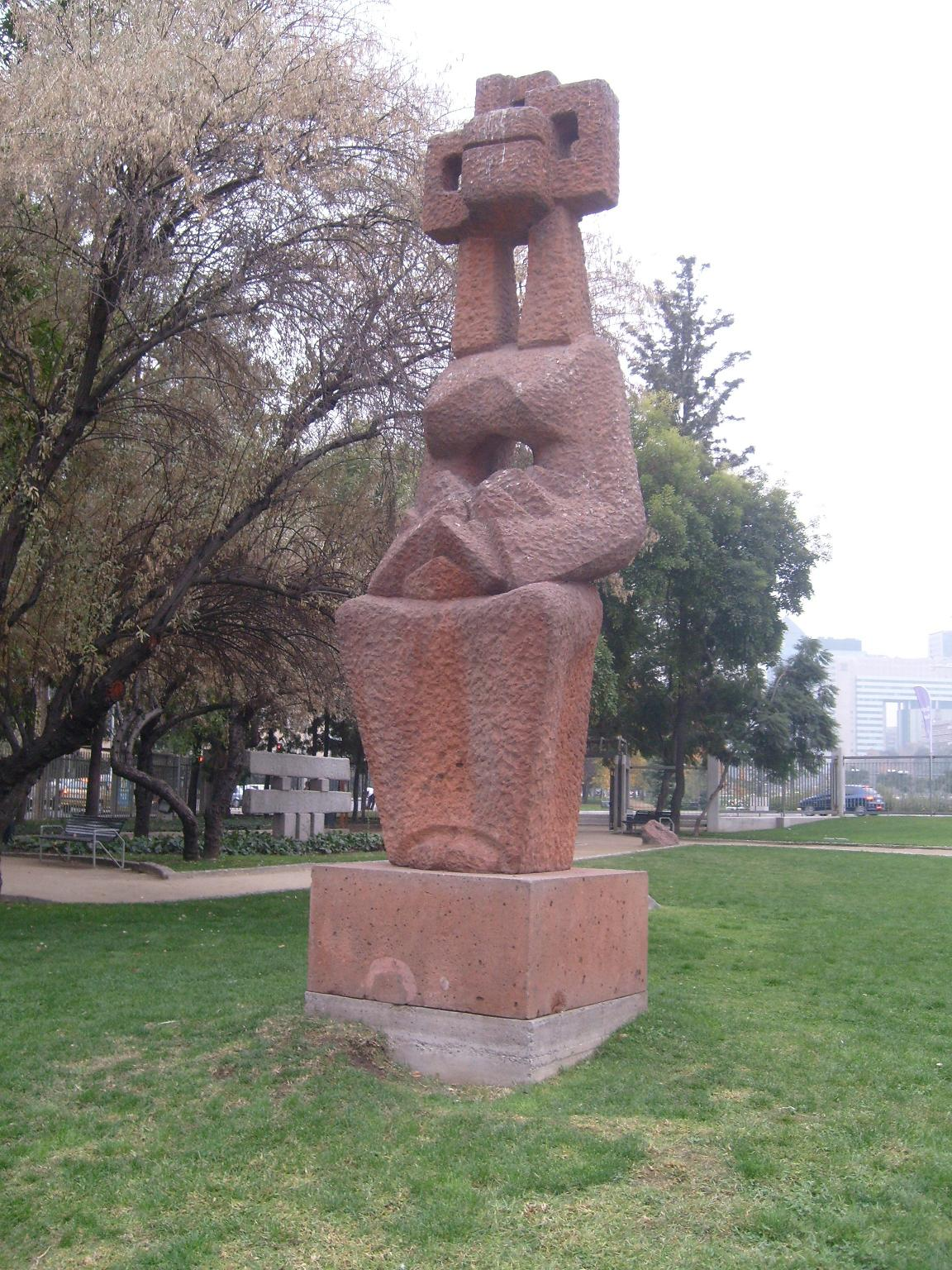

파차마마 또는 마마파차(아이마라어, 케추아어: Pachamama)는 잉카 토템문명에서 제물을 바치고 섬기던 여신이다. 제사에 쓰이던 봉납물은 농산물과 가축이었는데 현재까지도 이어지고 있다. 남미의 중앙안데스지방을 중심으로 신앙이 퍼져나갔다.

## 어원
파차마마의 뜻은 '대지의 어머니'이다.
- 파차 (pacha): 아이마라(aimara) 와 케추아(quechua)에서 동일한 단어인데 '대지, 세계, 우주, 시간, 시대'라는 뜻을 가지고 있다.
- 마마 (mama): 어머니

## 파차마마의 권한
파차마마는 대지를 권장하는 여신이지만 이것이 토지나 지리적인 대지, 단순하게 자연만을 의미하는 것이 아니라 그것들을 총 포괄한다. 한 특정한 장소에 위치해 있지 않지만 생명의 기와 물이 흐르는 곳, 아빠체따(Apacheta:파차마마를 기리기위한 피라미드형의 작은 돌무덤)가 있는 곳을 집중해 보살핀다. 파차마마의 신성이 대지인만큼 인간들에게 직접적이고 삶에 인접하며 사람들은 그녀에게 대지에서 나는 식량과 모든것들을 기원한다.

## 같이 보기
- 가이아
- 대지모신